# 平齿小坚螺
平齿小坚螺（学名：Camaenalla platyodon）为坚齿螺科小坚螺属的动物。
分布于越南、柬埔寨、泰国等东南亚国家以及中国大陆的广东、海南、西沙群岛等地，生活环境为陆地，多见于山区、丘陵地带树林、橡胶林、芭蕉、菠萝丛中或叶腋里以及石块、树洞中、树叶下。